# Charles Ashton
Charles Ashton (1665-1752) fue un teólogo, escritor y principal y profesor del colegio de Jesús, Cambridge, de Inglaterra.

## Biografía
Ashton era un clérigo inglés que fue nombrado hacia el año 1701 director del colegio de Jesús de Cambridge y se le ha considerado como uno de los sabios críticos de su tiempo.
Ashton como autor dejó escrita una obra sobre Justino Mártir, la reconciliación de Cicerón y Aulo Hircio y la marcha de Julio César a la guerra de África con una aclaración del ejército romano como fue dispuesto por César, y una obra de Hierocles de Alejandría y sus comentarios sobre Pitágoras.

## Obras
- Justini martyris emendatus, 1744.
- Cicéron et Hircius conciliés sur le temps ou César partit pour la guerre d'Afrique, 1744.
- Hieroclis in aurea carmina pythagorea, Londres, 1742, in 8º.